# Cyriopalus wallacei
Cyriopalus wallacei là một loài bọ cánh cứng trong họ Cerambycidae.

## Hình ảnh

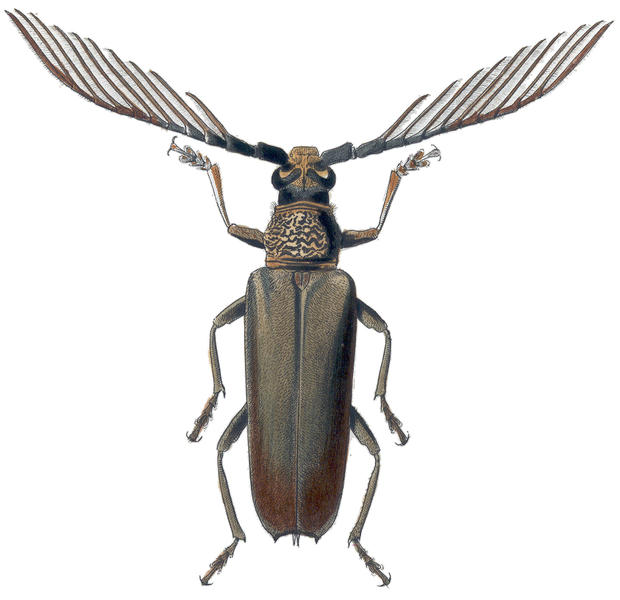
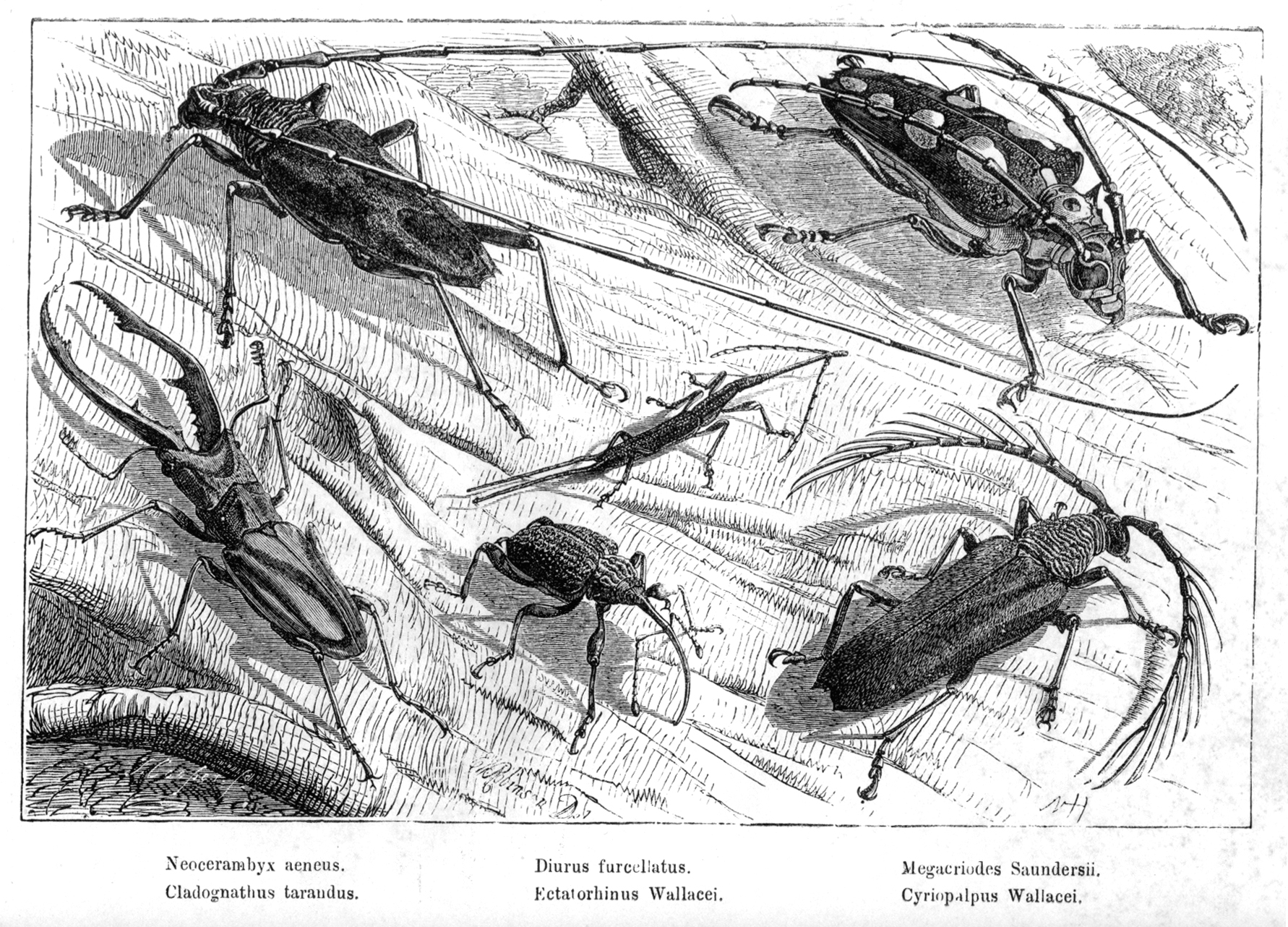